# Walk on the Wild Side & Other Hits
Walk on the Wild Side & Other Hits je kompilační album amerického zpěváka a kytaristy Lou Reeda, nahrané v letech 1972–1975 a vydané v roce 1992.

## Seznam skladeb
1. „Walk on the Wild Side“
2. „Sweet Jane“ (live)
3. „White Light/White Heat“ (live)
4. „Sally Can’t Dance“
5. „Nowhere at All“
6. „Coney Island Baby“